# ألبرت لي
ألبرت لي (بالإنجليزية: Albert Lee)‏ هو مغن مؤلف وموسيقي وعازف بيانو وعازف قيثارة بريطاني، ولد في 21 ديسمبر 1943 في Leominster ‏ في المملكة المتحدة.

## وصلات خارجية
- الموقع الرسمي
- ألبرت لي على موقع IMDb (الإنجليزية)
- ألبرت لي على موقع ميوزك برينز (الإنجليزية)
- ألبرت لي على موقع ديسكوغز (الإنجليزية)
- ألبرت لي على موقع قاعدة بيانات الفيلم (الإنجليزية)